# Bank WTB
Bank WTB (również Bank VTB, Wniesztorgbank; ros. Банк ВТБ, Внешторгбанк) – rosyjski bank komercyjny z siedzibą w Petersburgu.
Bank jest jedną z wiodących instytucji finansowych Rosji, jego głównym akcjonariuszem jest rząd Federacji Rosyjskiej.
Decyzją z dnia 8 kwietnia 2022 r. Rada Unii Europejskiej nałożyła na bank sankcje za wspieranie rządu Federacji Rosyjskiej, odpowiedzialnego za aneksję Krymu i destabilizację Ukrainy i uzyskiwanie od tego rządu korzyści.